# Nationale 1 1997-1998 (hockey su pista)
Il Nationale 1 1997-1998 è stata l'82ª edizione del torneo di primo livello del campionato francese di hockey su pista; fu disputato dal 27 settembre 1997 al 13 maggio 1998.
Il titolo fu conquistato dal Quévert al suo secondo titolo.

## Stagione

### Formula
Il Nationale 1 1997-1998 vide ai nastri di partenza dodici club; la manifestazione fu organizzata con un girone all'italiana, con gare di andata e ritorno per un totale di ventidue giornate: erano assegnati tre punti per l'incontro vinto, due punti a testa per l'incontro pareggiato e uno per la sconfitta. Al termine della stagione regolare la vincitrice venne proclamata campione di Francia. Le squadre classificate dall'undicesimo al dodicesimo posto retrocedettero direttamente in Nationale 2, il secondo livello del campionato.

## Classifica finale
|                    | Pos. | Squadra         | Pt | G  | V  | N | P  | GF  | GS  | DR   |
| ------------------ | ---- | --------------- | -- | -- | -- | - | -- | --- | --- | ---- |
| Francia (bandiera) | 1.   | Quévert         | 58 | 22 | 17 | 2 | 3  | 129 | 54  | +75  |
|                    | 2.   | Mérignac        | 54 | 22 | 15 | 2 | 5  | 105 | 84  | +21  |
|                    | 3.   | La Vendéenne    | 53 | 22 | 15 | 1 | 6  | 142 | 89  | +53  |
|                    | 4.   | Vaulx-en-Velin  | 51 | 22 | 13 | 3 | 6  | 110 | 77  | +33  |
|                    | 5.   | SCRA Saint-Omer | 49 | 22 | 11 | 5 | 6  | 101 | 67  | +34  |
|                    | 6.   | Gujan-Mestras   | 45 | 22 | 10 | 3 | 9  | 99  | 102 | -3   |
|                    | 7.   | Nantes          | 45 | 22 | 11 | 1 | 10 | 98  | 75  | +23  |
|                    | 8.   | Gazinet-Cestas  | 43 | 22 | 9  | 3 | 10 | 101 | 137 | -36  |
|                    | 9.   | Ploufragan      | 42 | 22 | 9  | 2 | 11 | 112 | 106 | +6   |
|                    | 10.  | Callac          | 36 | 22 | 5  | 4 | 13 | 76  | 110 | -34  |
|                    | 11.  | Aix-les-Bains   | 26 | 22 | 2  | 0 | 20 | 60  | 129 | -69  |
|                    | 12.  | Tourcoing       | 24 | 22 | 0  | 2 | 20 | 74  | 193 | -119 |

Legenda:
      Campione di Francia e ammessa alla CERH Champions League 1998-1999.
      Ammesse alla CERH Champions League 1998-1999.
      Ammesse in Coppa CERS 1998-1999.
      Retrocesse in Nationale 2 1998-1999.
Note:
Tre punti a vittoria, due a pareggio, uno a sconfitta.